# Dyskografia Davida Bowiego
Dyskografia Davida Bowiego – brytyjskiego piosenkarza rockowego, na którą składa się dwadzieścia pięć albumów studyjnych. Ponadto na rynku międzynarodowym wydał także pięć albumów EP, czterdzieści sześć kompilacji, trzy ścieżki dźwiękowe, sto jedenaście singli, pięćdziesiąt jeden teledysków oraz trzynaście albumów wideo.

## Albumy studyjne
| David Bowie                                                   | - Data: 1 czerwca 1967 - Wydawca: Deram Records         | –   | –  | –  | –  | –  | –  | –  | –  | –  | |
| David Bowie                                                   | - Data: 4 listopada 1969 - Wydawca: Philips/Mercury     | 16  | –  | –  | –  | –  | –  | –  | –  | 17 | - UK: srebrna płyta |
| The Man Who Sold the World                                    | - Data: 4 listopada 1970 - Wydawca: Mercury/RCA         | 105 | –  | –  | –  | –  | –  | –  | –  | 24 | - UK: srebrna płyta |
| Hunky Dory                                                    | - Data: 17 grudnia 1971 - Wydawca: RCA Records          | 93  | –  | –  | –  | –  | –  | –  | –  | 3  | - UK: platynowa płyta |
| The Rise and Fall of Ziggy Stardust and the Spiders from Mars | - Data: 6 czerwca 1972 - Wydawca: RCA Records           | 75  | –  | 45 | –  | –  | –  | –  | –  | 5  | - UK: platynowa płyta - USA: złota płyta                                                                                            |
| Aladdin Sane                                                  | - Data: 13 kwietnia 1973 - Wydawca: RCA Records         | 17  | –  | 89 | –  | –  | 4  | –  | –  | 1  | - USA: złota płyta |
| Pin Ups                                                       | - Data: 19 października 1973 - Wydawca: RCA Records     | 23  | –  | –  | –  | –  | 6  | –  | –  | 1  | - UK: złota płyta |
| Diamond Dogs                                                  | - Data: 27 kwietnia 1974 - Wydawca: RCA Records         | 5   | –  | –  | –  | –  | –  | –  | –  | 1  | - USA: złota płyta |
| Young Americans                                               | - Data: 7 marca 1975 - Wydawca: RCA Records             | 9   | –  | –  | –  | –  | –  | –  | –  | 2  | - UK: srebrna płyta - USA: złota płyta                                                                                              |
| Station to Station                                            | - Data: 23 stycznia 1976 - Wydawca: RCA Records         | –   | –  | 34 | –  | –  | 3  | –  | 11 | 5  | - USA: złota płyta - CAN: złota płyta - UK: złota płyta                                                                             |
| Low                                                           | - Data: 14 stycznia 1977 - Wydawca: RCA Records         | 11  | –  | –  | 17 | –  | 6  | –  | 12 | 2  | - UK: złota płyta - CAN: złota płyta                                                                                                |
| "Heroes"                                                      | - Data: 14 października 1977 - Wydawca: RCA Records     | 35  | –  | –  | 22 | –  | 3  | –  | 13 | 3  | - UK: złota płyta - CAN: złota płyta                                                                                                |
| Lodger                                                        | - Data: 18 maja 1979 - Wydawca: RCA Records             | 20  | –  | –  | 13 | –  | 5  | –  | 9  | 4  | - UK: złota płyta |
| Scary Monsters (and Super Creeps)                             | - Data: 12 września 1980 - Wydawca: RCA Records         | 12  | –  | –  | 20 | –  | 3  | –  | 4  | 1  | - UK: platynowa płyta - CAN: platynowa płyta                                                                                        |
| Let's Dance                                                   | - Data: 14 kwietnia 1983 - Wydawca: EMI America Records | 4   | –  | –  | 2  | 17 | 1  | –  | 1  | 1  | - UK: platynowa płyta - USA: platynowa płyta - CAN: 5 x platynowa płyta - FIN: złota płyta                                          |
| Tonight                                                       | - Data: 1 września 1984 - Wydawca: EMI America Records  | 11  | –  | –  | 8  | –  | 1  | –  | 4  | 1  | - UK: złota płyta - USA: platynowa płyta - CAN: platynowa płyta                                                                     |
| Never Let Me Down                                             | - Data: 27 kwietnia 1987 - Wydawca: EMI America Records | 34  | –  | –  | 3  | –  | 9  | –  | 2  | 6  | - UK: złota płyta - USA: złota płyta                                                                                                |
| Black Tie White Noise                                         | - Data: 6 kwietnia 1993 - Wydawca: Savage Records       | –   | 15 | –  | 18 | 18 | 8  | –  | 18 | 1  | - UK: złota płyta - CAN: złota płyta                                                                                                |
| 1.Outside                                                     | - Data: 26 września 1995 - Wydawca: Arista Records/BMG  | 21  | 33 | –  | 22 | 22 | 38 | 26 | 13 | 8  | - UK: srebrna płyta |
| Earthling                                                     | - Data: 11 lutego 1997 - Wydawca: BMG                   | 39  | 11 | 9  | 15 | 20 | 19 | 12 | 5  | 6  | - UK: srebrna płyta |
| 'Hours...'                                                    | - Data: 4 października 1999 - Wydawca: Virgin Records   | 47  | 4  | 7  | 2  | 18 | 31 | 39 | 2  | 5  | - UK: srebrna płyta |
| Heathen                                                       | - Data: 11 czerwca 2002 - Wydawca: ISO/Columbia         | 14  | 4  | 3  | 4  | 7  | 19 | 11 | 6  | 5  | - UK: złota płyta |
| Reality                                                       | - Data: 16 września 2003 - Wydawca: Iso/Columbia        | 29  | 3  | 2  | 3  | –  | 14 | 8  | 5  | 3  | - UK: złota płyta |
| The Next Day                                                  | - Data: 11 marca 2013 - Wydawca: Iso/Columbia           | 2   | 1  | 2  | 2  | 1  | 1  | 1  | 1  | 1  | - CAN: złota płyta - SWE: złota płyta - UK: złota płyta - AUT: złota płyta - GER: złota płyta - FIN: złota płyta - POL: złota płyta |
| Blackstar                                                     | - Data: 8 stycznia 2016 - Wydawca: Columbia, RCA        | 1   | 1  | 1  | 1  | 1  | 1  | 1  | 1  | 1  | - POL: platynowa płyta |
| "–" album nie był notowany.                                   |                                                         |     |    |    |    |    |    |    |    |    | |

## Kompilacje

### 1970-1980
| The World of David Bowie    | - Data: marzec 1970 - Wydawca: Decca    | –   | – | –  |                                                  |
| Images 1966–1967            | - Data: luty 1973 - Wydawca: Deram      | 144 | – | –  |                                                  |
| Best Deluxe                 | - Data: październik 1973 - Wydawca: RCA | –   | – | –  |                                                  |
| In the Beginning Vol.2      | - Data: 1973 - Wydawca: Deram           | –   | – | –  |                                                  |
| Changesonebowie             | - Data: 20 maja 1976 - Wydawca: RCA     | 10  | 2 | 29 | - CAN: 2x platynowa płyta - USA: platynowa płyta |
| Starting Point              | - Data: 1977 - Wydawca: Deram           | –   | – | –  |                                                  |
| Rock Concert                | - Data: lipiec 1979 - Wydawca: RCA      | –   | – | –  |                                                  |
| Chameleon                   | - Data: 1979 - Wydawca:                 | –   | – | –  |                                                  |
| La Grande Storia Del Rock   | - Data: 1979 - Wydawca: Deram           | –   | – | –  |                                                  |
| Profile                     | - Data: 1979 - Wydawca: Deram           | –   | – | –  |                                                  |
| "–" album nie był notowany. |                                         |     |   |    |                                                  |

### 1980–1990
| The Best of Bowie                | - Data: 15 grudnia 1980 - Wydawca: K-tel               | –   | 2  | 25 | - UK: platynowa płyta                                          |
| Another Face                     | - Data: maj 1981 - Wydawca: Decca                      | –   | –  | –  |                                                                |
| Changestwobowie                  | - Data: listopad 1981 - Wydawca: RCA                   | 68  | 22 | 35 | - UK: złota płyta                                              |
| Fashions                         | - Data: listopad 1982 - Wydawca: RCA                   | –   | –  | –  |                                                                |
| Bowie Rare                       | - Data: grudzień 1982 - Wydawca: RCA                   | –   | 34 | 5  |                                                                |
| Superstar                        | - Data: 1982 - Wydawca: Dream                          | –   | –  | –  |                                                                |
| Golden Years                     | - Data: sierpień 1983 - Wydawca: RCA                   | 99  | 33 | 33 |                                                                |
| A Second Face                    | - Data: sierpień 1983 - Wydawca: Decca                 | –   | –  | –  |                                                                |
| Prime Cuts                       | - Data: sierpień 1983 - Wydawca: Decca                 | –   | –  | –  |                                                                |
| Die Weisse Serie – Extra Ausgabe | - Data: 1983 - Wydawca: Decca                          | –   | –  | –  |                                                                |
| Love You till Tuesday            | - Data: maj 1984 - Wydawca: Deram                      | –   | 53 | –  |                                                                |
| Fame and Fashion                 | - Data: maj 1984 - Wydawca: RCA                        | 147 | 40 | –  |                                                                |
| David Bowie: The Collection      | - Data: listopad 1985 - Wydawca: Castle Communications | –   | –  | –  | - UK: srebrna płyta                                            |
| Sound + Vision                   | - Data: 19 września 1989 - Wydawca: Rykodisc           | 97  | 63 | –  | - UK: złota płyta - CAN: 4x platynowa płyta - USA: złota płyta |
| Starman                          | - Data: 1989 - Wydawca: Мелодия                        | –   | –  | –  |                                                                |
| "–" album nie był notowany.      |                                                        |     |    |    |                                                                |

### 1990–2000
| Changesbowie                        | - Data: 20 marca 1990 - Wydawca: EMI               | 39 | 1   | 14 | - USA: platynowa płyta - UK: platynowa płyta - CAN: złota płyta - AUT: złota płyta |
| Rock Reflections                    | - Data: 1990 - Wydawca: Dream                      | –  | –   | –  |                                                                                    |
| David Bowie                         | - Data: 1990 - Wydawca: Dream                      | –  | –   | –  |                                                                                    |
| Early On (1964–1966)                | - Data: 1991 - Wydawca: Rhino                      | –  | –   | –  |                                                                                    |
| The Singles Collection              | - Data: 16 listopada 1993 - Wydawca: Rykodisc, EMI | –  | 9   | –  | - UK: platynowa płyta - CAN: złota płyta                                           |
| The Gospel According to David Bowie | - Data: 1993 - Wydawca: Spectrum Music, Karussell  | –  | –   | –  |                                                                                    |
| Rarest One Bowie                    | - Data: maj 1995 - Wydawca: Trident Music          | –  | 111 | –  |                                                                                    |
| London Boy                          | - Data: 1996 - Wydawca: Spectrum                   | –  | –   | –  |                                                                                    |
| The Deram Anthology 1966–1968       | - Data: 9 czerwca 1997 - Wydawca: Deram            | –  | –   | –  |                                                                                    |
| The Best of David Bowie 1969/1974   | - Data: 7 października 1997 - Wydawca: EMI         | –  | 13  | –  | - UK: platynowa płyta                                                              |
| The Best of David Bowie 1974/1979   | - Data: 20 kwietnia 1998 - Wydawca: EMI            | –  | 39  | –  | - UK: złota płyta                                                                  |
| Rarest Series                       | - Data: 1998 - Wydawca: Rarest                     | –  | –   | –  |                                                                                    |
| "–" album nie był notowany.         |                                                    |    |     |    |                                                                                    |

### 2000–2010
| Bowie at the Beeb                 | - Data: 25 września 2000 - Wydawca: EMI     | 181 | 7   | 37 | - UK: srebrna płyta                                                                   |
| All Saints                        | - Data: 9 lipca 2001 - Wydawca: EMI         | –   | 109 | –  |                                                                                       |
| Best of Bowie                     | - Data: 22 października 2002 - Wydawca: EMI | 70  | 11  | 9  | - USA: platynowa płyta - UK: 3x platynowa płyta - CAN: złota płyta - FIN: złota płyta |
| Club Bowie                        | - Data: listopad 2003 - Wydawca: Virgin     | –   | –   | –  |                                                                                       |
| Musical Storyland                 | - Data: 2003 - Wydawca: Universal           | –   | –   | –  |                                                                                       |
| The Collection                    | - Data: 3 maja 2005 - Wydawca: EMI          | –   | –   | –  |                                                                                       |
| The Platinum Collection           | - Data: 7 listopada 2005 - Wydawca: EMI     | –   | 53  | 26 | - UK: złota płyta                                                                     |
| The Best of David Bowie 1980/1987 | - Data: 19 marca 2007 - Wydawca: EMI        | –   | 34  | –  |                                                                                       |
| iSelect                           | - Data: 29 czerwca 2008 - Wydawca: EMI      | –   | –   | –  |                                                                                       |
| "–" album nie był notowany.       |                                             |     |     |    |                                                                                       |

### 2010–2019
| Zeit! 77-79                  | - Data: 7 maja 2013 - Wydawca: EMI                            | –  | –  |                   |
| Nothing Has Changed          | - Data: 17 listopada 2014 - Wydawca: Columbia, Parlophone     | 57 | 9  | - UK: złota płyta |
| Five Years (1969–1973)       | - Data: 25 września 2015 - Wydawca: EMI                       | –  | 45 |                   |
| Legacy - The Very Best Of... | - Data : 2016 - Wydawca: Parlophone                           | -  | -  | -                 |
| Conversation Piece 5 cd box  | - Data: 27 listopada 2019 - Wydawca: Sony Music Entertainment | -  | -  |                   |
| "–" album nie był notowany.  |                                                               |    |    |                   |

## Minialbumy
| Don't Be Fooled By the Name                     | - Data: wrzesień 1981 - Wydawca: Pye, Showcase, Tabak | 157 |
| David Bowie in Bertolt Brecht's Baal            | - Data: 13 lutego 1982 - Wydawca: RCA                 | 29  |
| The Mannish Boys/Davy Jones and the Lower Third | - Data: październik 1982 - Wydawca: See For Miles     | –   |
| Live EP (Live at Fashion Rocks)                 | - Data: listopad 2005 - Wydawca: iTunes Music Store   | –   |
| Space Oddity                                    | - Data: 20 lipca 2009 - Wydawca: EMI                  | –   |
| The Next Day Extra                              | - Data: 4 listopada 2013 - Wydawca: ISO/Columbia      | –   |
| "–" album nie był notowany.                     |                                                       |     |
| No Plan                                         | - Data: 8 stycznia 2017 - Wydawca: Columbia, SME      | –   |

## Albumy koncertowe
| David Live                                | - Data: 29 października 1974 - Wydawca: RCA                | 8  | 2   | –  | - USA: złota płyta |
| Stage                                     | - Data: 8 września 1978 - Wydawca: RCA                     | 44 | 5   | 29 | - UK: złota płyta  |
| Ziggy Stardust: The Motion Picture        | - Data: październik 1983 - Wydawca: RCA                    | 89 | 17  | 42 |                    |
| Tin Machine Live: Oy Vey, Baby            | - Data: 2 lipca 1992 - Wydawca: London                     | –  | –   | –  |                    |
| Santa Monica '72                          | - Data: 25 kwietnia 1994 - Wydawca: Trident Music          | –  | 74  | –  |                    |
| Live Santa Monica '72                     | - Data: 30 czerwca 2008 - Wydawca: EMI                     | –  | 61  | 40 |                    |
| Glass Spider Live                         | - Data: 23 października 2008 - Wydawca: Immortal           | –  | –   | –  |                    |
| VH1 Storytellers                          | - Data: 6 lipca 2009 - Wydawca: EMI                        | –  | 114 | –  |                    |
| A Reality Tour                            | - Data: 26 stycznia 2010 - Wydawca: ISO/Columbia/Legacy    | –  | 53  | 56 |                    |
| Welcome To The Blackout (Live London ’78) | - Data: 29 czerwca 2018 - Wydawca : Parlophone Label Group | -  | -   | -  |                    |
| Serious Moonligh (Live '83)               | - 15 lutego 2019 - Wydawca: Parlophone Label Group         | -  | -   | -  |                    |
| Glass Spider (Live Montreal 1987)         | - 15 lutego 2019 - Wydawca: Parlophone Label Group         | -  | -   | -  |                    |
| "–" album nie był notowany.               |                                                            |    |     |    |                    |

## Ścieżki dźwiękowe
| Christiane F. - Wir Kinder vom Bahnhof Zoo | - Data: kwiecień 1981 - Wydawca: RCA Victor | –  | 3 | 5 |
| Labyrinth                                  | - Data: 23 czerwca 1986 - Wydawca: EMI      | 38 | – | – |
| The Buddha of Suburbia                     | - Data: grudzień 1993 - Wydawca: Arista     | 87 | – | – |
| "–" album nie był notowany.                |                                             |    |   |   |

## Albumy wideo
| Video EP                                                     | - Data: 1983 - Wydawca: EMI                     | –  | –  | – | –  | – |                                                                           |
| Serious Moonlight                                            | - Data: 1984 - Wydawca: WarnerVision            | 10 | –  | – | –  | – |                                                                           |
| Love You till Tuesday                                        | - Data: 1984 - Wydawca: Castle Music Videos     | –  | –  | 4 | –  | – |                                                                           |
| Ziggy Stardust and the Spiders from Mars: The Motion Picture | - Data: 1984 - Wydawca: Warner Home Video       | –  | –  | 3 | –  | – | - UK: złota płyta                                                         |
| Jazzin' for Blue Jean                                        | - Data: 1984 - Wydawca: PMI                     | 28 | –  | – | –  | – |                                                                           |
| Ricochet                                                     | - Data: 1985 - Wydawca: Virgin Video            | –  | –  | – | –  | – |                                                                           |
| Day-In Day-Out                                               | - Data: 1987 - Wydawca: PMI                     | –  | –  | – | –  | – |                                                                           |
| Glass Spider                                                 | - Data: 1988 - Wydawca: Stenton                 | –  | –  | – | –  | – |                                                                           |
| Tin Machine Live: Oy Vey, Baby                               | - Data: 1992 - Wydawca: PolyGram Video          | –  | –  | – | –  | – |                                                                           |
| Black Tie White Noise                                        | - Data: 1993 - Wydawca: BMG Video International | –  | –  | – | –  | – |                                                                           |
| The Video Collection                                         | - Data: 1993 - Wydawca: PMI                     | –  | –  | – | –  | – |                                                                           |
| Best of Bowie                                                | - Data: 22 października 2002 - Wydawca: EMI     | 9  | –  | 1 | –  | – | - UK: 3x platynowa płyta - USA: platynowa płyta - CAN: 2x platynowa płyta |
| A Reality Tour                                               | - Data: 2004 - Wydawca: Columbia                | –  | 59 | 1 | 10 | 1 | - UK: złota płyta - USA: platynowa płyta                                  |
| "–" album nie był notowany.                                  |                                                 |    |    |   |    |   |                                                                           |

## Teledyski
| Tytuł                                                                          | Rok  | Reżyseria                     |
| ------------------------------------------------------------------------------ | ---- | ----------------------------- |
| "John, I'm Only Dancing"                                                       | 1972 | Mick Rock                     |
| "The Jean Genie"                                                               | 1972 | Mick Rock                     |
| "Space Oddity" (Versions 1 and 2)                                              | 1972 | Mick Rock                     |
| "Life on Mars?"                                                                | 1973 | Mick Rock                     |
| "Be My Wife"                                                                   | 1977 | Stanley Dorfman               |
| "'Heroes'"                                                                     | 1977 | Stanley Dorfman               |
| "Boys Keep Swinging"                                                           | 1979 | David Mallet                  |
| "DJ"                                                                           | 1979 | David Mallet                  |
| "Look Back in Anger"                                                           | 1979 | David Mallet                  |
| "Ashes to Ashes"                                                               | 1980 | David Bowie and David Mallett |
| "Fashion"                                                                      | 1980 | David Mallett                 |
| "Wild Is the Wind"                                                             | 1981 | David Mallett                 |
| "The Drowned Girl"                                                             | 1981 | David Mallett                 |
| "Under Pressure"                                                               | 1981 | David Mallett                 |
| "Peace on Earth/Little Drummer Boy"                                            | 1982 | –                             |
| "Let's Dance"                                                                  | 1983 | David Bowie and David Mallett |
| "China Girl"                                                                   | 1983 | David Bowie and David Mallett |
| "Modern Love"                                                                  | 1983 | Jim Yukich                    |
| "Blue Jean"                                                                    | 1984 | Julien Temple                 |
| "Loving the Alien"                                                             | 1985 | David Bowie and David Mallett |
| "Dancing in the Street"                                                        | 1985 | David Mallett                 |
| "Absolute Beginners"                                                           | 1986 | Julien Temple                 |
| "Underground"                                                                  | 1986 | Steve Barron                  |
| "As the World Falls Down"                                                      | 1986 | Steve Barron                  |
| "When the Wind Blows"                                                          | 1986 | Steve Barron, Jimmy Murakami  |
| "Day-In Day-Out"                                                               | 1987 | Julien Temple                 |
| "Time Will Crawl"                                                              | 1987 | Tim Pope                      |
| "Never Let Me Down"                                                            | 1987 | Jean-Baptiste Mondino         |
| "Under the God"                                                                | 1989 | Julien Temple                 |
| "Tin Machine"                                                                  | 1989 | Julien Temple                 |
| "Maggie's Farm"                                                                | 1989 | –                             |
| "Fame '90"                                                                     | 1990 | Gus van Sant                  |
| "Real Cool World"                                                              | 1992 | –                             |
| "Jump They Say"                                                                | 1993 | Mark Romanek                  |
| "Black Tie White Noise"                                                        | 1993 | Mark Romanek                  |
| "Miracle Goodnight"                                                            | 1993 | Matthew Rolston               |
| "Buddha of Suburbia"                                                           | 1993 | Roger Michell                 |
| "The Hearts Filthy Lesson"                                                     | 1995 | Samuel Bayer                  |
| "Strangers When We Meet"                                                       | 1996 | Samuel Bayer                  |
| "Hallo Spaceboy"                                                               | 1996 | David Mallet                  |
| "Little Wonder"                                                                | 1997 | Floria Sigismondi             |
| "Dead Man Walking"                                                             | 1997 | Floria Sigismondi             |
| "Seven Years in Tibet"                                                         | 1997 | Rudi Dolezal, Hannes Rosacher |
| "I'm Afraid of Americans"                                                      | 1997 | Dom and Nic                   |
| "Thursday's Child"                                                             | 1999 | Walter Stern                  |
| "Survive"                                                                      | 2000 | Walter Stern                  |
| "Slow Burn"                                                                    | 2002 | –                             |
| "New Killer Star"                                                              | 2003 | Brumby Boylston               |
| "Where Are We Now?"                                                            | 2013 | Tony Oursler                  |
| "The Stars (Are Out Tonight)"                                                  | 2013 | Floria Sigismondi             |
| "The Next Day"                                                                 | 2013 | Floria Sigismondi             |
| "Valentine’s Day"                                                              | 2013 | Indrani, Markus Klinko        |
| "Love Is Lost (Hello Steve Reich mix by James Murphy for The DFA)" (Version 1) | 2013 | Barnaby Roper                 |
| "Love Is Lost (Hello Steve Reich mix by James Murphy for The DFA)" (Version 2) | 2013 | Barnaby Roper                 |
| "I'd Rather Be High - Venetian Mix (Wasted edit)"                              | 2013 | Tom Hingston                  |
| "Sue (Or in a Season of Crime)"                                                | 2014 | Tom Hingston, Jimmy King      |
| "Blackstar"                                                                    | 2015 | Johan Renck                   |
| "Lazarus"                                                                      | 2016 | Johan Renck                   |